# MAN NGE 152
NGE 152は、ドイツの車両メーカーであるMANが開発したトロリーバス車両。元はドイツの都市・エーベルスヴァルデ（エーベルスヴァルデ・トロリーバス）向けに製造されたドイツ初のノンステップ式トロリーバス車両で、廃車後はハンガリーの首都・ブダペスト（ブダペスト・トロリーバス）へ譲渡された。

## 概要
東西ドイツ統一後も残存したトロリーバス路線の1つであるエーベルスヴァルデ市内の路線（エーベルスヴァルデ・トロリーバス）向けに製造された車種。車体はMANが手掛けていた連節バスのNG 312を基にしており、全長は17.4 mであった。車内は大半が床上高さを抑えた低床構造になっており、車椅子スペースや乗降扉付近の収納式スロープなどバリアフリーに適した構造を有していた。主電動機はアルストム製のものが搭載された一方、停電時や架線が無い区間の走行時に備え、空冷式ディーゼルエンジンを用いた発電機が搭載されていた。製造はMANの子会社であるオーストリア・ウィーンのグラーフ&シュティフトによって行われた。

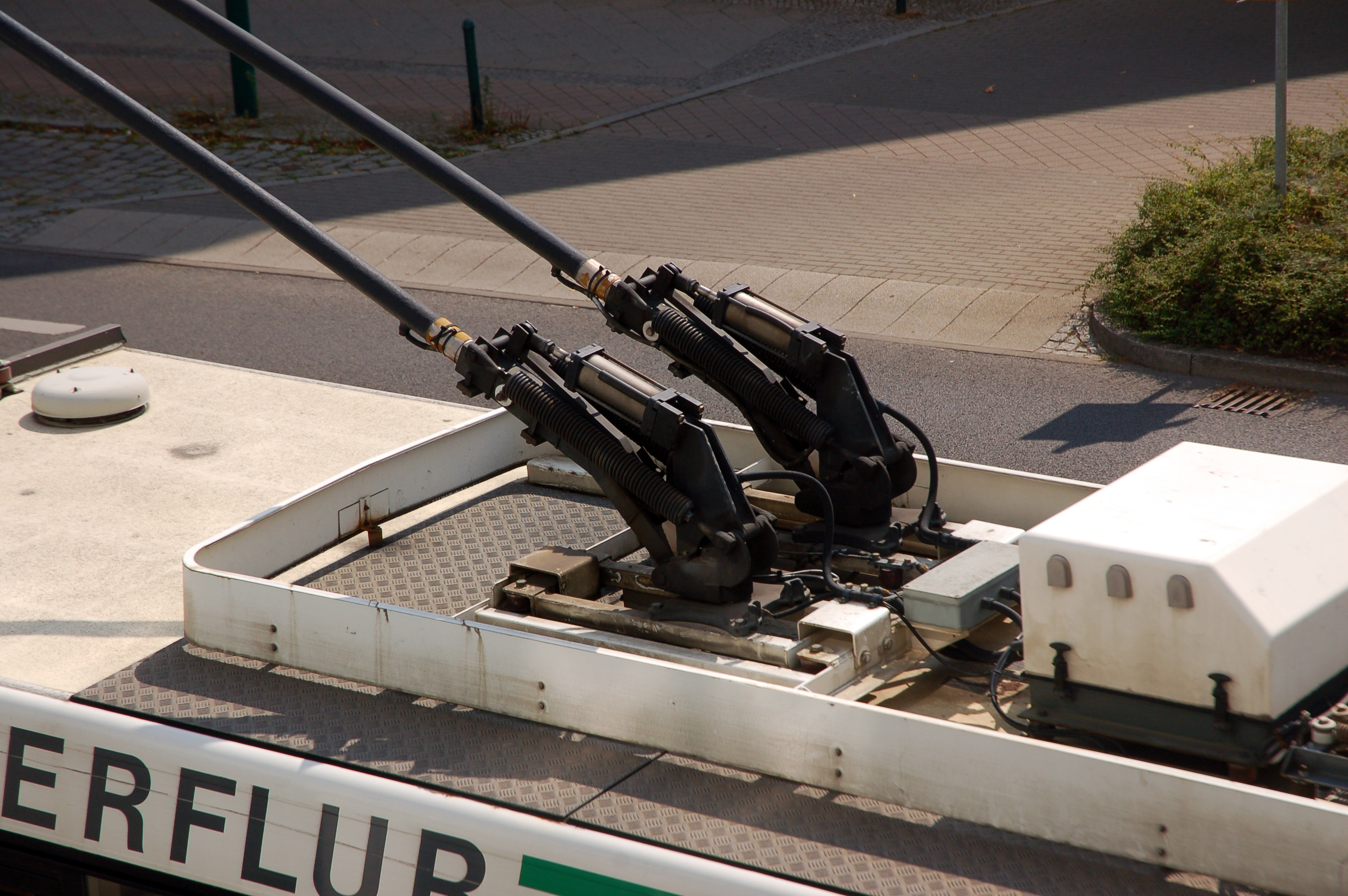
集電装置（2009年撮影）

1993年から1994年にかけて製造が実施され、以降主力車両として長期に渡り使用されたが、後継車両であるトロリーノ18の導入に伴い2011年にエーベルスヴァルデでの営業運転を終了した。その後、同時期にソビエト連邦製の旧型トロリーバスの置き換えに伴う車両不足の改善を目的にハンガリーの首都・ブダペストのトロリーバス（ブダペスト・トロリーバス）へ譲渡される事になり、2010年に契約が締結された後2011年から2012年にかけて譲渡が実施された。以降、80号線・82号線を中心にブダペスト市内で使用されたものの、電子機器やシャーシの状態悪化が要因となり2017年に5両が廃車され、残りの10両についても2022年から2023年にかけて営業運転を退いた。ただし1両（359）については以降も動態保存車両として残存している。

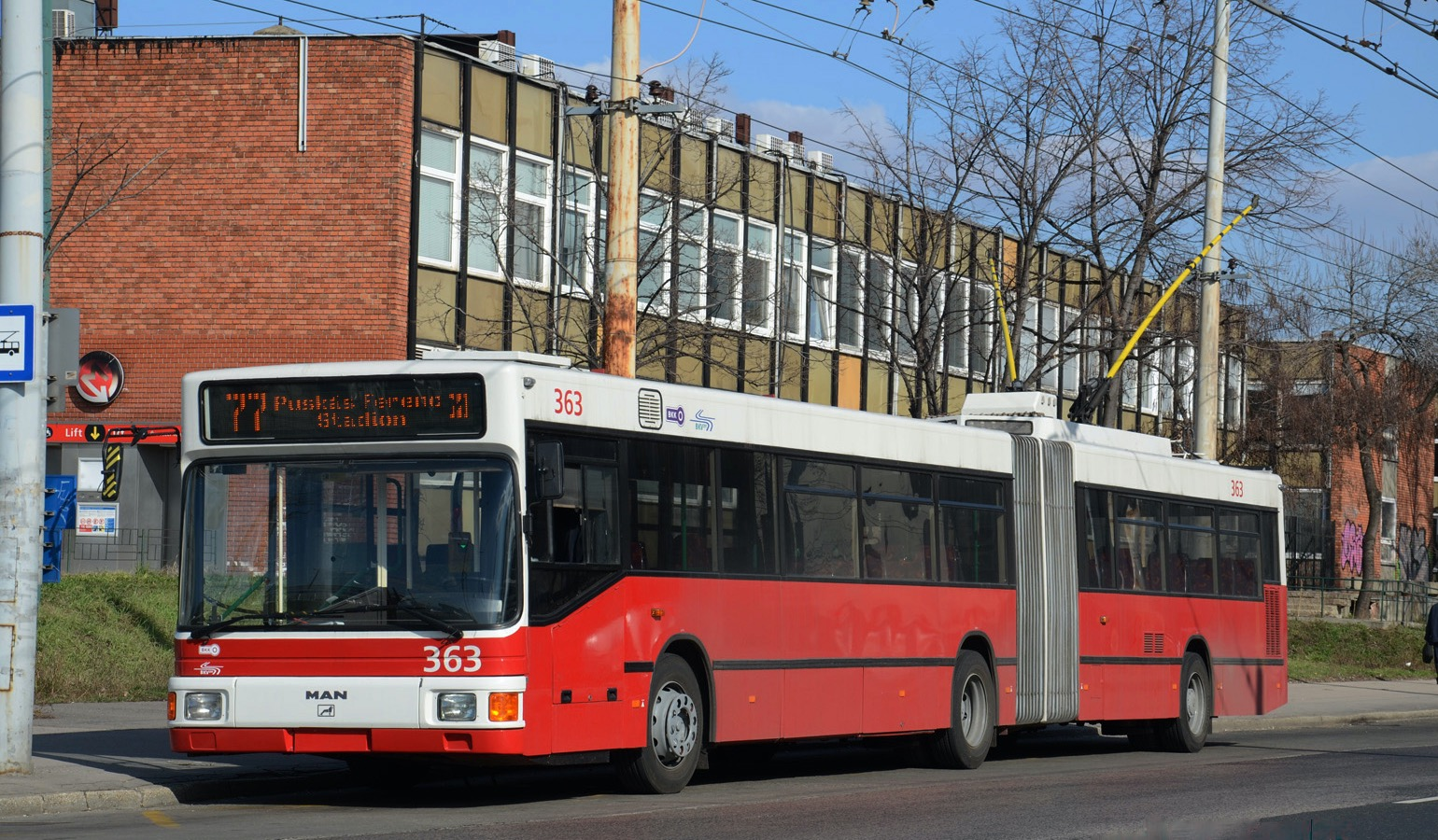
ブダペストへ譲渡後（導入初期の塗装）（2013年撮影）
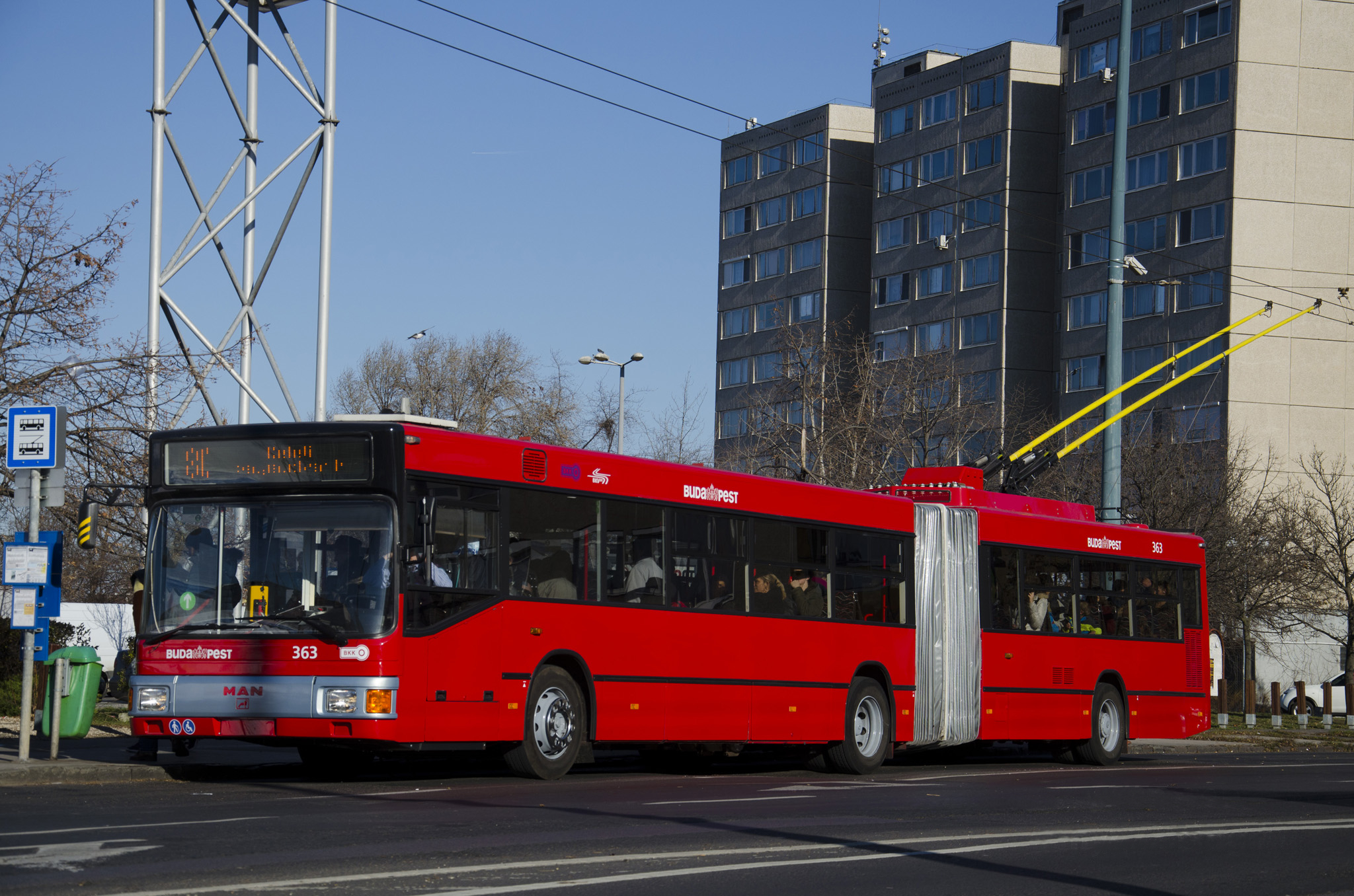
ブダペストへ譲渡後（末期の塗装）（2016年撮影）